# Златин, Ефим Израилевич
Ефим Израилевич Златин (20 августа 1913 — 23 августа 1965) — Герой Советского Союза.

## Биография
Е. И. Златин родился 20 августа 1913 года в Могилёве в семье рабочего. Еврей.
Окончил рабфак. Проходил срочную службу в рядах Красной Армии в 1935—1937 годах.
С началом Великой Отечественной войны вновь призван в армию. На фронте — с декабря 1942.
Командир миномётного взвода 225-го гвардейского стрелкового полка (78-я гвардейская стрелковая дивизия, 7-я гвардейская армия, Степной фронт), гвардии сержант Златин отличился в сентябре 1943 года при форсировании Днепра в районе города Верхнеднепровск  Днепропетровской области.
Переправившись на остров Глинск-Бородаевский в русле реки, взвод Златина занял огневую позицию в боевых порядках пехоты, содействовал своим огнём отражению нескольких контратак противника.
25 сентября 1943 года Златин был контужен и ранен, но остался в строю.
26 октября 1943 года указом Президиума Верховного Совета СССР Златину Е. И. присвоено звание Героя Советского Союза.
В 1944 году окончил Ленинградское военно-политическое училище имени Энгельса.
В 1945 году гвардии лейтенант Златин был демобилизован из армии по болезни.
Жил и работал в Москве. Скончался в 1965 году.
Награждён орденом Ленина и двумя орденами Красной Звезды.